# Lyndon Byers
Lyndon Byers (Nipawin, Canadá; 29 de febrero de 1964 – 4 de julio de 2025) fue un jugador de hockey sobre hielo canadiense que jugó diez temporadas con dos equipos en la NHL en la posición de ala derecha.

## Carrera
| 1981–82   | Notre Dame Hounds     | SMHL      | 37  | 35 | 42 | 77 | 106  | —  | — | — | —  | —  |
| 1981–82   | Regina Pats           | WHL       | 57  | 18 | 25 | 43 | 169  | 20 | 5 | 6 | 11 | 48 |
| 1982–83   | Regina Pats           | WHL       | 70  | 32 | 38 | 70 | 153  | 5  | 1 | 1 | 2  | 16 |
| 1983–84   | Regina Pats           | WHL       | 58  | 32 | 57 | 89 | 154  | —  | — | — | —  | —  |
| 1983–84   | Boston Bruins         | NHL       | 10  | 2  | 4  | 6  | 32   | —  | — | — | —  | —  |
| 1984–85   | Boston Bruins         | NHL       | 33  | 3  | 8  | 11 | 41   | —  | — | — | —  | —  |
| 1984–85   | Hershey Bears         | AHL       | 27  | 4  | 6  | 10 | 55   | —  | — | — | —  | —  |
| 1985–86   | Boston Bruins         | NHL       | 5   | 0  | 2  | 2  | 9    | —  | — | — | —  | —  |
| 1985–86   | Moncton Golden Flames | AHL       | 14  | 2  | 4  | 6  | 26   | —  | — | — | —  | —  |
| 1985–86   | Milwaukee Admirals    | IHL       | 8   | 0  | 2  | 2  | 22   | —  | — | — | —  | —  |
| 1986–87   | Boston Bruins         | NHL       | 18  | 2  | 3  | 5  | 53   | 1  | 0 | 0 | 0  | 0  |
| 1986–87   | Moncton Golden Flames | AHL       | 27  | 5  | 5  | 10 | 63   | —  | — | — | —  | —  |
| 1987–88   | Boston Bruins         | NHL       | 53  | 10 | 14 | 24 | 236  | 11 | 1 | 2 | 3  | 62 |
| 1987–88   | Maine Mariners        | AHL       | 2   | 0  | 1  | 1  | 18   | —  | — | — | —  | —  |
| 1988–89   | Boston Bruins         | NHL       | 49  | 0  | 4  | 4  | 218  | 2  | 0 | 0 | 0  | 0  |
| 1988–89   | Maine Mariners        | AHL       | 4   | 1  | 3  | 4  | 2    | —  | — | — | —  | —  |
| 1989–90   | Boston Bruins         | NHL       | 43  | 4  | 4  | 8  | 159  | 17 | 1 | 0 | 1  | 12 |
| 1990–91   | Boston Bruins         | NHL       | 19  | 2  | 2  | 4  | 82   | 1  | 0 | 0 | 0  | 10 |
| 1991–92   | Boston Bruins         | NHL       | 31  | 1  | 1  | 2  | 129  | 5  | 0 | 0 | 0  | 12 |
| 1991–92   | Maine Mariners        | AHL       | 11  | 5  | 4  | 9  | 47   | —  | — | — | —  | —  |
| 1992–93   | San Jose Sharks       | NHL       | 18  | 4  | 1  | 5  | 122  | —  | — | — | —  | —  |
| 1992–93   | Kansas City Blades    | IHL       | 4   | 1  | 1  | 2  | 22   | —  | — | — | —  | —  |
| 1992–93   | San Diego Gulls       | IHL       | 9   | 0  | 3  | 3  | 35   | —  | — | — | —  | —  |
| 1993–94   | Las Vegas Thunder     | IHL       | 31  | 3  | 5  | 8  | 176  | 1  | 0 | 0 | 0  | 4  |
| 1994–95   | Minnesota Moose       | IHL       | 7   | 1  | 0  | 1  | 16   | —  | — | — | —  | —  |
| Total NHL | Total NHL             | Total NHL | 279 | 28 | 43 | 71 | 1081 | 37 | 2 | 2 | 4  | 96 |

## Tras el retiro
Poco tiempo después de haberse retirado como jugador, Byers regresó a Boston para integrar el Hill Man Morning Show en la estación de radio local WAAF-FM, donde fue especialista y personalidad deportiva por 23 años hasta que cerraron el programa. Byers pasó a la programación vespertina junto al presentador Mike Hsu. El 3 de septiembre de 2019 Byers sorpresivamente salió del programa Hsu & LB con un triste adiós segundo antes de abandonar el estudio. WAAF cerró operaciones seis meses después. Lyndon Byers hizo una aparición el día antes del cierre de la estación.
Byers hizo varias apariciones para FX en la serie Rescue Me debido a que el actor Denis Leary es aficionado de los Boston Bruins, además de que se encontró con sus excompañeros de equipo Cam Neely y Phil Esposito. Hizo un cameo en las películas Shallow Hal y Stuck On You. Estuvo en el episodio final de la primera temporada de Bar Rescue en Spike TV. Byers y Neely también aparecieron en el video musical "Hole Hearted" de la banda de rock Extreme.